# Zimbabobrium
Zimbabobrium is een kevergeslacht uit de familie van de boktorren (Cerambycidae). De wetenschappelijke naam van het geslacht werd voor het eerst geldig gepubliceerd in 2000 door Adlbauer.

## Soorten
Zimbabobrium omvat de volgende soorten:
- Zimbabobrium dauberi Adlbauer, 2000
- Zimbabobrium schmidi Adlbauer, 2000